# Samed Öztoprak
Samed Öztoprak (Tiel, 25 mei 1998) is een Nederlands voetballer van Turkse afkomst die als middenvelder speelt.

## Carrière
Samed Öztoprak speelde in de jeugd van Theole en N.E.C. Sinds 2017 speelde hij voor Jong N.E.C. In het seizoen 2018/19 werd hij verhuurd aan TOP Oss. Hij debuteerde voor Oss op 25 september 2018, in de met 1-1 gelijkgespeelde bekerwedstrijd tegen Rijnsburgse Boys. Öztoprak kwam in de 114e minuut in het veld voor Patrick N'Koyi. Verder kwam hij niet in actie voor TOP, en in de winterstop keerde hij weer terug bij N.E.C. Daar sloot hij weer aan bij Jong N.E.C. voor zijn contract medio 2019 afliep. Begin 2020 sloot hij aan bij FC Lienden dat uitkomt in de Derde divisie zondag. In het seizoen 2020/21 kwam hij uit voor SV TEC. In augustus 2021 sloot hij aan bij DUNO. In 2022 ging hij naar SV OSS '20.

### Statistieken
| Seizoen                       | Club           | Land           | Competitie         | Competitie | Competitie | Beker | Beker | Totaal | Totaal |
| Seizoen                       | Club           | Land           | Competitie         | Wed.       | Dlp.       | Wed.  | Dlp.  | Wed.   | Dlp.   |
| ----------------------------- | -------------- | -------------- | ------------------ | ---------- | ---------- | ----- | ----- | ------ | ------ |
| 2018/19                       | → TOP Oss      | Nederland      | Eerste divisie     | 0          | 0          | 1     | 0     | 1      | 0      |
| 2019/20                       | FC Lienden     | Nederland      | Derde divisie Zon. | 2          | 0          | 0     | 0     | 2      | 0      |
| 2020/21                       | SV TEC         | Nederland      | Tweede divisie     | 0          | 0          | 0     | 0     | 0      | 0      |
| Carrièretotaal                | Carrièretotaal | Carrièretotaal | Carrièretotaal     | 2          | 0          | 1     | 0     | 3      | 0      |
| Bijgewerkt op 10 januari 2021 |                |                |                    |            |            |       |       |        |        |